# ОШ „Цана Марјановић” Раља
ОШ „Цана Марјановић” једна је од основних школа у Београду. Налази се у улици Бате Мирковића 23 у Раљи.

## Историјат
До 1923. године Раља није имала своју школу већ су деца похађала школу у Парцанима која је званично почела са радом 1883. Пут до школе у Парцанима је ученицима из Раље био дуг и напоран па се на иницијативу и захтеве родитеља доноси одлука да се отвори школа у Раљи. Основана је 1923. године, а оснивач школе је било Министарство просвете Републике Србије. Почела је са радом септембра исте године са двадесет и седам ученика у четири разреда, али због недостатка посебне школске зграде настава се одвијала у кући Стојана Марковића. У тако простору је радила годину дана, а септембра 1924. је завршена изградња школске зграде у непосредној близини железничке станице, на поклоњеном имању Андреје Митровића, трговца из Раље. Зграда је имала једну учионицу, канцеларију и стан за учитеља и подигнута је од добровољних прилога житеља овога краја. Фасада је била офарбана у две боје: оквир је био бео, а у оквирима прскани неравни бетон петролеј боје. Године 1955. им је припојена четвороразредна школа у Парцанима и Поповићу, након чега су неко време самостално радили, а 1961. су јој се ове школе припојиле као и осморазредна школа „Чеда Милосављевић” у Стојнику и четвороразредна школа у Бабама 1969. Школска зграда је проширена 1959. са још три учионице, фискултурном салом са бином и ходником. Данашњи изглед су добили 1976. доградњом новог, модерног објекта на спрат са седам специјализованих учионица, шест кабинета за наставнике, зборницом, радионицом за ОТО, котларницом и осталим пратећим просторијама на укупној површини од 1200m². Адаптиране су три учионице у старом делу школе, а нешто касније и школска кухиња са трпезаријом, фискултурна сала и спортски терени. Од 1959. године школа носи назив „Цана Марјановић” у знак сећања на учитељицу из Поповића, стрељану у логору на Бањици 1942. Дан њене погибије, 5. март, се обележава као Дан школе. Поред матичне школе у Раљи у саставу школе су и четири издвојена одељења у Поповићу, Парцанима, Стојнику и Бабама. Школска библиотека је од 2020. године, након комплетног реновирања старог дела школе, пребачена у нову, већу просторију.